# Alonso Díaz Caballero
Alonso Díaz Caballero fue un militar de origen español, partícipe de la conquista del Tucumán a mediados del siglo XVI, en el actual territorio de la República Argentina.

## Biografía
Acompañó a Juan Núñez de Prado y fue uno de los fundadores de El Barco I, ciudad de la cual fue regidor. Fue enviado con el minero Pedro Jiménez a buscar oro y fue uno de los primeros conquistadores del Tucumán en encontrarlo.
Acompañó a Juan Pérez de Zurita en las fundaciones de Londres (Argentina), Córdoba de Calchaquí y Cañete, ciudad en la que fue justicia mayor en 1560. Al ser destruida por los indígenas la ciudad de Cañete, Díaz Caballero fue el único en salir con vida.
Estando en Potosí, el 21 de enero de 1564 envió una carta al rey en la que le sugiere separar al Tucumán de la Gobernación de Chile. Le informó de los inconvenientes que esa unión ocasionaba, de las hostilidades de Francisco de Villagra contra Juan Núñez de Prado y que este último debió mudar la ciudad de El Barco desde donde estaba hacia el valle del Quiri Quiri, unas 25 leguas más arriba para -precisamente- salir de la jurisdicción de Pedro de Valdivia.